# Industrial and Commercial Workers' Union
A Industrial and Commercial Union ( ICU ) foi uma organização sindicalista e movimento político de massas da África Austral. Foi influenciado pela política sindicalista revolucionária do Industrial Workers of the World (adotando o Preâmbulo do IWW em 1925), bem como pelo Garveyismo, Cristianismo, comunismo e liberalismo.

## Origens
A ICU original foi fundada na Cidade do Cabo em 1919. Mais tarde naquele ano, realizou uma famosa greve conjunta nas docas com os sindicalistas do Industrial Workers of Africa, um sindicato de base negra inspirado no sindicalismo revolucionário do Industrial Workers of the World. Em 1920, as duas organizações se fundiram com uma série de outros sindicatos Africanos e negros emergentes em uma ICU expandida, com o objetivo declarado de "criar um grande sindicato" de trabalhadores ao sul do rio Zambezi, ou seja, abrangendo Namíbia, África do Sul, Zâmbia e Zimbabwe. O primeiro jornal da ICWU, Black Man, teve seis edições em 1920.
A ICU foi descrita como "um dos movimentos mais radicais já vistos na África Austral". Marinheiros americanos e caribenhos visitantes desempenharam um papel fundamental na introdução das idéias Garveyitas e sindicalistas revolucionárias. A ICU permaneceu ativo no Zimbábue na década de 1950 enquanto Reformed Industrial Commercial Union (RICU), mas declinou em outros lugares no final da década de 1930.

## Desenvolvimento e colapso
A ICU se espalhou pela Namíbia em 1920, Zimbábue em 1927 e Zâmbia em 1931. Nos primeiros anos, no entanto, a África do Sul foi sua base forte.
A ICU sul-africana era um sindicato geral, com uma estrutura abrangente. Suas ações eram em grande parte baseadas em comunidades urbanas negras e em fazendas, e sua base social era uma mistura de trabalhadores, meeiros e outros agricultores arrendatários, como também a classe média negra em decadência. A ICU experimentou um crescimento rural explosivo, de modo que em 1927 podia orgulhar-se de ter 100.000 membros, tornando-se um dos maiores sindicatos de todos os tempos a criar raízes na África antes da década de 1970. Nenhum movimento antes ou depois conseguiu mobilizar os pobres rurais da África do Sul em tamanha escala. Embora sua base fosse cada vez mais rural, ela também conseguiu fazer incursões nas comunidades negras urbanas, principalmente em Durban em grande escala.
A ideologia da ICU era uma mistura instável, e o movimento se desenvolveu de maneira muito desigual. Às vezes, os líderes da ICU promoviam uma visão radical de trabalhadores e agricultores ocupando fazendas brancas. No final da década de 1920, o movimento assumiu um aspecto milenarista na zona rural do Cabo Oriental, onde as visões de libertação por negros americanos capturaram a imaginação de milhares de pessoas. No entanto, a ICU também fez uso extensivo, e muitas vezes bem-sucedido, dos tribunais, dominados pela minoria branca. No final da década de 1920, a ICU sul-africana buscou brevemente se reposicionar como um sindicato ortodoxo moderado.
Havia um certo nivel de sobreposição de membros entre a ICU e o então moderado (e pequeno) Congresso Nacional Africano, mas os dois órgãos eram freqüentemente rivais, apesar de várias tentativas da ICU de influenciar o Congresso. Membros do Partido Comunista da África do Sul desempenharam um papel importante no início da ICU, mas foram expulsos em 1926.
No final da década de 1920, a ICU sul-africana enfrentou uma repressão severa, especialmente a expulsão de ativistas das fazendas brancas e leis que permitiam a repressão de figuras-chave. Enquanto isso, o sindicato tinha graves deficiências internas, incluindo líderes irresponsáveis, corrupção e falta de estratégia clara. Em 1928, o sindicato ainda era capaz de desempenhar um papel importante no famoso boicote das mulheres às cervejarias em Durban, onde na década de 1930 o sindicato tinha sua propria sede, na Prince Edward Street em Durban, e empreendeu marchas em massa pelo subúrbio de Sydenham.
A ICU do Zimbábue enfrentou desafios semelhantes, mas cresceu rapidamente na década de 1930, emergindo como uma importante força política negra. Assim como a ICU sul-africana, tinha grande base rural, além de influência nas áreas urbanas negras. A organizaçao sofreu um certo declínio, mas continuou a operar na forma de ICU Reformada em meados da década de 1950. Na Zâmbia, os grupos da ICU estavam ativos desde 1931, mas nunca atingiram o tamanho e a potência das duas outras ICUs do sul. Na Namíbia, a ICU atuava principalmente na cidade portuária de Lüderitz .
Em 1935, Rachel Simons era a secretária do sindicato.
Pesquisadores e simpatizantes contemporaneos de uma política autônoma e autodirigida dos pobres estão cada vez mais revisitando a história da ICU.